# Bisturí elèctric

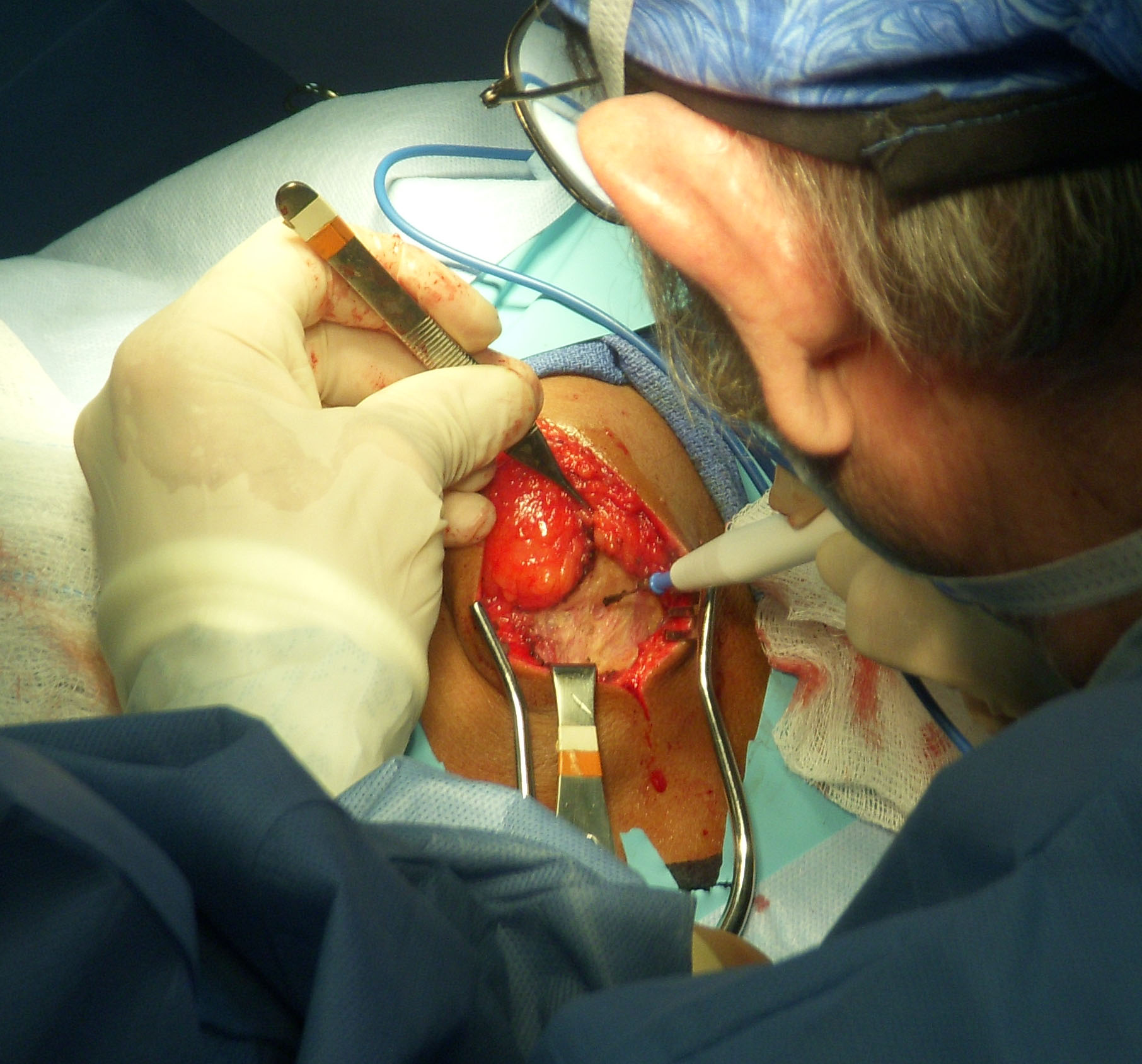
Un cirurgià usant bisturí elèctric per a la coagulació electroquirúrgica en l'excisió d'un lipoma.

El bisturí elèctric és un instrument quirúrgic que talla el teixit, al mateix temps que el cauteritza evitant l'hemorràgia. S'utilitza, entre altres especialitats en cirurgia plàstica i dermatologia. Està connectat a un generador de corrent altern d'alta freqüència i alta intensitat (amb freqüències de 0,5-1,75 MHz, i amb potències de l'ordre de 100-300 W), que genera l'escalfor necessària per a la cauterització.
El terminal actiu del bisturí elèctric està compost per una fulla-elèctrode d'acer quirúrgic (Surgical stainless steel), una agulla o una pinça depenent de si es vol realitzar tall o dissecció. L'altre elèctrode és una placa humida aplicada en una altra zona del cos del pacient. Utilitzant el bisturí la sang es coagula i els petits vasos s'obstrueixen, podent-se efectuar incisions que pràcticament no sagnen. Es poden emprar puntes especials i agulles diatèrmiques per destruir teixits innecessaris (electrocauteri).